# بزمجه غول‌پیکر لا گومرا
بزمجه غول پیکر لا گومرا (نام علمی: Gallotia bravoana) نام یک گونه از تیره لاسرتا است. این گونه به شدت در معرض انقراض قرار دارد.